# Kolvi Mandi Rajendra pura
Kolvi Mandi Rajendra pura là một thị trấn thống kê (census town) của quận Jhalawar thuộc bang Rajasthan, Ấn Độ.

## Nhân khẩu
Theo điều tra dân số năm 2001 của Ấn Độ, Kolvi Mandi Rajendra pura có dân số 7860 người. Phái nam chiếm 52% tổng số dân và phái nữ chiếm 48%. Kolvi Mandi Rajendra pura có tỷ lệ 68% biết đọc biết viết, cao hơn tỷ lệ trung bình toàn quốc là 59,5%: tỷ lệ cho phái nam là 76%, và tỷ lệ cho phái nữ là 59%. Tại Kolvi Mandi Rajendra pura, 15% dân số nhỏ hơn 6 tuổi.